# Gråkjær Arena
Gråkjær Arena er en idrætsarena i Holstebro, der primært bruges til håndbold. Arenaen har plads til 3.250 tilskuere og bruges primært som hjemmebane for håndboldklubben TTH Holstebro, som tidligere hed Team Tvis Holstebro. Gråkjær Arena rummer desuden fitnesslokaler, cafe, en stor lounge, to luksus skylounges samt players lounge.

## Historie
Den daværende borgmester Arne Lægaard, daværende kultur- og fritidsudvalgsformand H. C. Østerby samt håndboldspillerne Lars Rasmussen og Kristina Kristiansen foretog første spadestik 10. november 2009 og rejsegildet var den 23. juni 2010. Hallen blev indviet 2. februar 2011 og har kostet 55 millioner kroner at opføre.

## Tekniske fakta om Gråkjær Arena
- Tilskuerkapacitet: 3.250, heraf 2.750 siddepladser
- Sponsorlounge/mødelokale: med en samlet kapacitet på 500 gæster
- Skylounges: 2 stk. med tilhørende bar
- Playerslounge: med kapacitet på ca. 50 gæster
- Foyer: 1.000 kvadratmeter
- Teknik: 10 infoskærme plus en stor Kubeskærm/scoringstavle
- Spillerfaciliteter: 4 omklædningsrum, dommeromklædning, Fitnessrum og Fys-rum
- Halspecifikation: Gulv 44x24 meter
- Catering: Cafe: og 2 permanente barer, hvorfra der kan købes øl, pølser, drikke og slik.